# Kim Dae-jung
Dans ce nom coréen, le nom de famille, Kim, précède le nom personnel.
Pour les articles homonymes, voir Kim.
Kim Dae-jung (/kim tɛ.dʑuŋ/ → /kim.dɛ.dʑuŋ/), né le 6 janvier 1924 à Hauido (en) et mort le 18 août 2009 à Séoul, est un homme d'État sud-coréen, président de la République de 1998 à 2003.
Il a été pendant longtemps le chef de l'opposition dans son pays. Œuvrant en faveur de la transition démocratique, il se présente à quatre reprises à l'élection présidentielle, en 1971, 1987, 1992 et 1997. Il échappe in extremis à une tentative d'assassinat en août 1973 organisée par le KCIA du dictateur Park Chung-hee. Kim Dae-jung est élu président (après Kim Young-sam) en 1997 et le reste jusqu'en 2003. Il obtient le prix Nobel de la paix en 2000 pour sa « politique du rayon de soleil », inspirée de l'Ostpolitik de Willy Brandt, qui vise à réconcilier les deux Corées.

## Début de carrière politique
Il entre en politique en 1954 en s'opposant au maintien de Syngman Rhee. Élu à l'Assemblée nationale en 1961, il perd son poste après le coup d'État militaire mené par Park Chung-hee le 16 mai 1961, le nouveau dictateur annulant immédiatement les élections en proclamant l'état d'urgence.
Parvenant à se faire élire député lors d'élections organisées en 1963 et 1967, malgré les fraudes, il devient la principale figure de l'opposition. Après la réforme de la Constitution de 1963 organisée par le dictateur Chung-hee pour lui permettre de se présenter à un troisième mandat, Kim Dae-jung est son opposant lors de la présidentielle de 1971, obtenant 45 % des voix (dont près de 60 % à Séoul) malgré les nombreuses pressions émanant de la dictature.
Échappant peu après les élections à une tentative d'assassinat maquillée en accident de la circulation, qui lui vaudra un handicap permanent à la hanche, il s'exile au Japon, d'où il organise un Front démocratique d'opposition, basé au Japon et aux États-Unis. Le 8 août 1973, il est enlevé par des agents du KCIA à Tokyo. Il est enchaîné à des blocs de béton et emmené dans un bateau en vue d'être noyé en haute mer. Il échappe de peu à la mort grâce à l'intervention, de leur propre initiative, de quelques fonctionnaires américains rétifs à la ligne officielle de l'administration Nixon (soutien aux régimes anticommunistes quelle que fût leur politique en matière de droits de l'homme), dont notamment l'ambassadeur Philip Habib,.
Il est par la suite banni.
En 1980, Kim Dae-jung est condamné à mort pour sédition et conspiration à la suite d'un autre coup d'État de Chun Doo-hwan et du soulèvement populaire à Gwangju, son fief politique. Grâce à l'intervention du gouvernement des États-Unis, la sentence est commuée en 20 ans de prison, puis, plus tard, à l'exil pour les États-Unis.

## Ascension vers la présidence
Après son retour en Corée du Sud en 1985, il reprend son rôle de chef de l'opposition. Lorsque la première élection présidentielle démocratique se tient en 1987 après la retraite de l'ex-général Chun Doo-hwan, Kim Dae-jung et Kim Young-sam, son camarade et rival politique de longue date, se portent candidats et obtiennent respectivement 27 % et 27,5 % des voix. Cela divise les votes pour l'opposition et permet la victoire avec environ 37 % des voix de l'ex-général Roh Tae-woo, successeur désigné de Chun Doo-hwan.
Kim Dae-jung échoue à nouveau à la présidentielle de 1992 avec 33,8 % des voix, cette fois seulement contre Kim Young-sam qui succède à Roh Tae-woo. Cependant, lors des élections de 1997, sa quatrième candidature, il gagne finalement avec 40,3 % des voix, et succède ainsi à Kim Young-sam.
Les présidents précédents Park Chung-hee, Chun Doo-hwan, Roh Tae-woo et Kim Young-sam venaient tous d'une région relativement hospitalière, la province de Gyeongsang. Kim Dae-jung est le premier président venant de la région de Jeolla, dans le sud-ouest, une région qui avait été traditionnellement négligée et moins développée, en partie à cause de la discrimination politique des présidents précédents. Il obtient d'ailleurs plus de 90 % des voix dans cette région. Il reçoit le prix Rafto en 2000 pour l'action en faveur de la démocratie qu'il exerce en Corée du Sud.

## Présidence

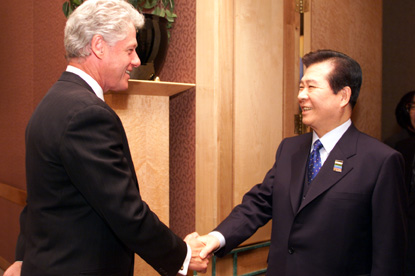
Le président Bill Clinton salue le président sud-coréen Kim Dae-jung avant leur rencontre avec le premier ministre japonais Obuchi au Stamford Plaza Hotel, le 9 décembre 1999

Kim Dae-jung arrive au pouvoir en plein milieu d'une crise économique qui touche la Corée du Sud à partir de la dernière année de la présidence de Kim Young-sam. Sous les conseils du FMI, il instaure une vigoureuse politique de réformes économiques et une importante restructuration afin de revitaliser l'économie, qui se traduisent par un certain nombre de résultats remarquables pour l'économie sud-coréenne.
Sa politique d'engagement avec la Corée du Nord est appelée la « politique du rayon de soleil » (sunshine policy). Elle s'inspire de l'Ostpolitik de Willy Brandt. Dans ce cadre, Kim Dae-jung est le premier chef d'État sud-coréen à se rendre à Pyongyang, où il signe la déclaration conjointe du 15 juin 2000 avec son homologue nord-coréen Kim Jong-il. La déclaration du 15 juin 2000 constitue la pierre angulaire des relations intercoréennes en vue de la réunification de la péninsule. Cependant, l’événement historique a été fortement entaché par des allégations selon lesquelles plusieurs centaines de millions de dollars avait été payé à Pyongyang
La « sunshine policy » de Kim Dae-jung lui vaut d'obtenir le prix Nobel de la paix en 2000. Cette attribution est cependant controversée : la Corée du Nord conteste que cette récompense soit décernée au seul président sud-coréen, tandis que les adversaires politiques de Kim Dae-jung critiquent l'instauration d'un dialogue ne comportant pas, selon eux, de contreparties suffisantes de Pyongyang (voir les articles détaillés relations inter-Corées et réunification de la Corée).

## Après la présidence
Roh Moo-hyun, qui appartient à ce moment au même parti politique que Kim Dae-jung, lui succède en 2003. Il poursuivra notamment sa « politique du rayon de soleil ». Après le suicide de Roh Moo-hyun, Kim Dae-jung assiste à ses funérailles le 29 mai 2009. Il meurt quelque temps après d'une embolie pulmonaire le 18 août 2009.

## Référence
1. ↑  (en-US) « President Kim Dae-Jung - Life », sur kimdaejungstudies.org (consulté le 6 juin 2025)
2. 1 2  (en-US) Choe Sang-Hun, « Kim Dae-jung, Ex-President of S. Korea, Dies at 83 », The New York Times,‎ 18 août 2009 (ISSN 0362-4331, lire en ligne, consulté le 12 septembre 2023)
3. ↑  Donald Ranard, Kim Dae Jung's Close Call: A Tale of Three Dissidents, Washington Post, 23 février 2003
4. ↑  Saving Kim Dae-jung: A tale of two dissident diplomats, The Boston Globe, 24 août 2009.
5. ↑  « Le redressement de la crise asiatique et le rôle du FMI - Études thématiques du FMI », sur www.imf.org (consulté le 5 mars 2019)
6. ↑  « Un patron controversé se défenestre à Séoul », sur Libération.fr, 5 août 2003 (consulté le 3 janvier 2019)